# L'Escale (Alpes-de-Haute-Provence)
Pour les articles homonymes, voir L'Escale.
L'Escale est une commune française, située dans le département des Alpes-de-Haute-Provence, en région Provence-Alpes-Côte d'Azur.
Située en limite des préalpes de Digne, au bord et à l'est de la Durance, cette commune était autrefois une escale pour la navigation. Aujourd'hui, un pont-barrage y est aménagé, et l'occupation humaine s'est faite au bord du lac de retenue.
D'occupation très ancienne, la commune a été le théâtre d'évènements durant les guerres de religion, puis au cours de la résistance de cette partie de la Provence à Napoléon III. Elle a connu un exode rural, avant de dépasser les 1 000 habitants dans les années 1980. Une agriculture de qualité (huile d'olive, agneau AOC) prend de l’importance dans cette région[réf. nécessaire].
Ses habitants sont appelés les Escalais,.

## Géographie

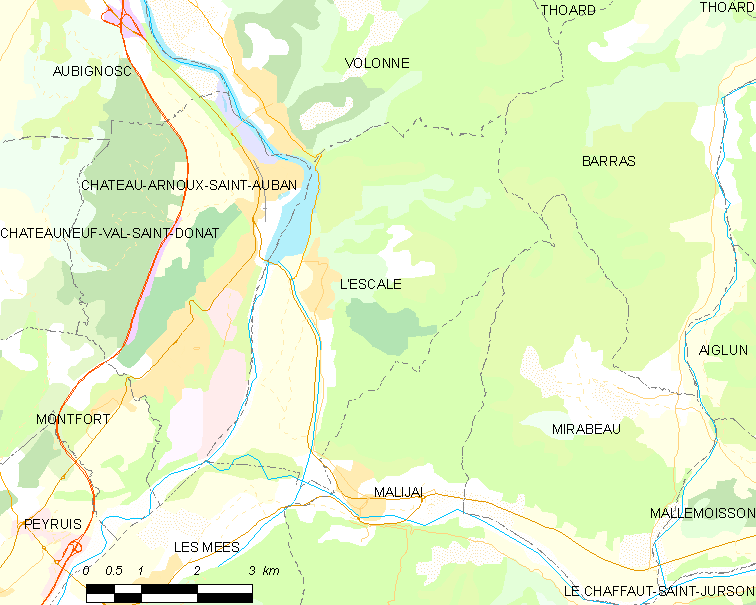
L’Escale et les communes voisines (Cliquez sur la carte pour accéder à une grande carte avec la légende).

Les communes limitrophes de L’Escale sont Volonne, Barras, Mirabeau, Malijai, Les Mées et Château-Arnoux-Saint-Auban.

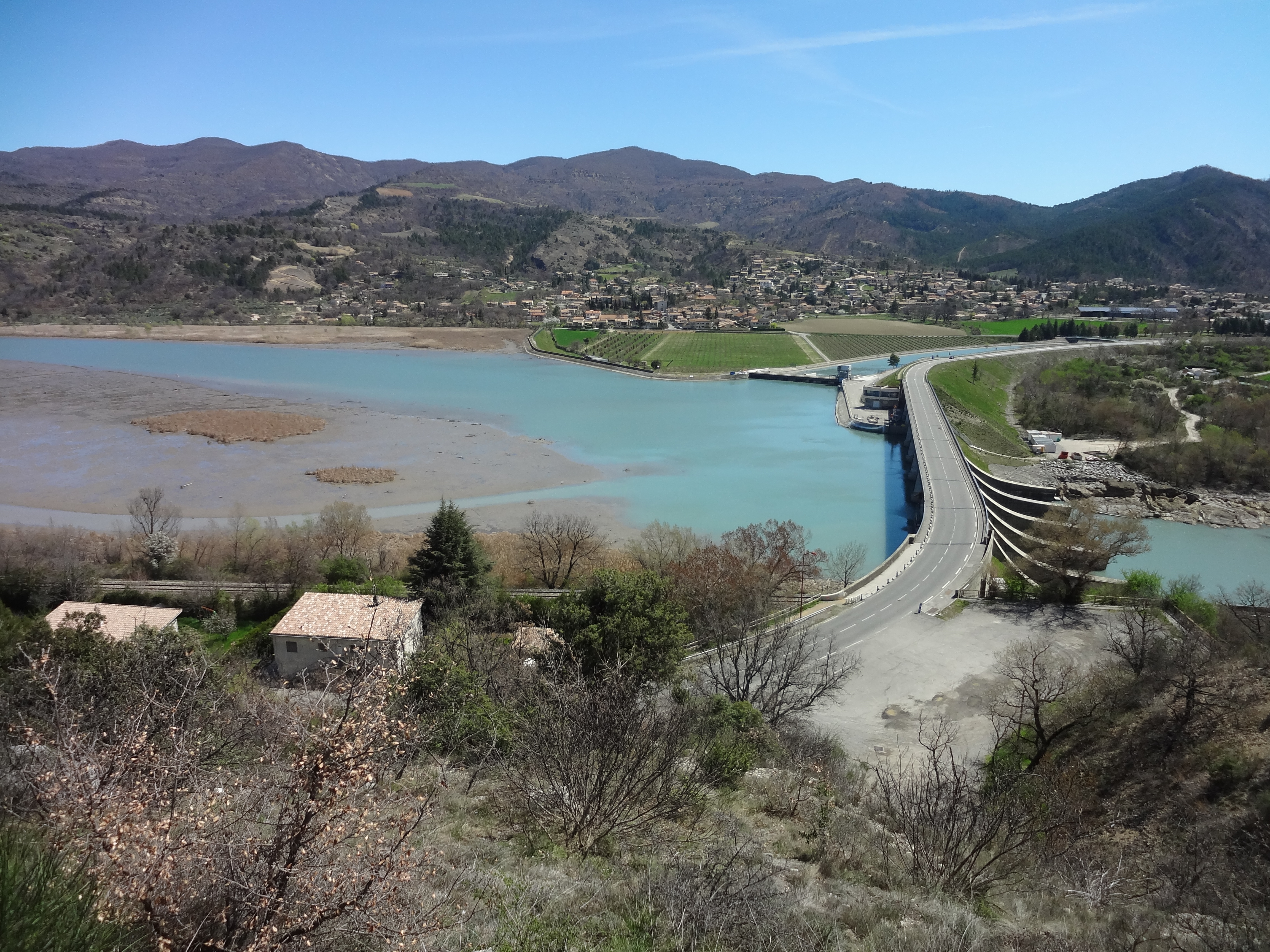
L’Escale est fille du barrage : il fournit emploi et électricité, a remodelé le paysage en ennoyant la vallée en amont et en permettant sa culture en aval ; enfin, le village actuel est construit en même temps que le barrage.

### Géologie

Massif des Alpes et localisation des Préalpes de Digne

Le territoire se situe en limite entre plusieurs formations géologiques majeures des Alpes :
- la nappe de Digne à l'est[4], au niveau du lobe de Valavoire[5] : il s'agit d'une nappe de charriage, c'est-à-dire d'une dalle épaisse de près de 5 000 m qui s'est déplacée vers le sud-ouest durant l'Oligocène et la fin de la formation des Alpes. Les lobes (ou écailles) correspondent à la bordure découpée à l'ouest de la nappe.
- la faille de la Durance à l’ouest, dans la vallée.

### Hydrographie
La Durance borde la commune à l'ouest ; c'est une rivière à la fois alpine et méditerranéenne, à la morphologie bien particulière. Elle est dite « capricieuse », et était autrefois redoutée pour ses crues (elle était appelée le 3e fléau de la Provence) aussi bien que pour ses étiages. Elle est aménagée avec le pont-barrage de l'Escale, d'une cote maximale théorique de 432 mètres.
C'est en limite sud de L'Escale que la rivière la Bléone se jette dans la Durance ; la Bléone signifie « la rivière du loup ».
Des petits ruisseaux intermittents dévalent de plus les pentes des ravins pour aboutir dans la Durance.

### Climat
Pour des articles plus généraux, voir Climat de Provence-Alpes-Côte d'Azur et Climat des Alpes-de-Haute-Provence.
En 2010, le climat de la commune est de type climat méditerranéen altéré, selon une étude du Centre national de la recherche scientifique s'appuyant sur une série de données couvrant la période 1971-2000. En 2020, Météo-France publie une typologie des climats de la France métropolitaine dans laquelle la commune est exposée à un climat de montagne ou de marges de montagne et est dans la région climatique Alpes du sud, caractérisée par une pluviométrie annuelle de 850 à 1 000 mm, minimale en été.
Pour la période 1971-2000, la température annuelle moyenne est de 11,8 °C, avec une amplitude thermique annuelle de 17,7 °C. Le cumul annuel moyen de précipitations est de 792 mm, avec 6,3 jours de précipitations en janvier et 4,3 jours en juillet. Pour la période 1991-2020, la température moyenne annuelle observée sur la station météorologique de Météo-France la plus proche, « Saint-Auban », sur la commune de Château-Arnoux-Saint-Auban à 1 km à vol d'oiseau, est de 13,4 °C et le cumul annuel moyen de précipitations est de 714,2 mm. 
La température maximale relevée sur cette station est de 42,2 °C, atteinte le 28 juin 2019 ; la température minimale est de −13,4 °C, atteinte le 10 janvier 1985,,.
Les paramètres climatiques de la commune ont été estimés pour le milieu du siècle (2041-2070) selon différents scénarios d'émission de gaz à effet de serre à partir des nouvelles projections climatiques de référence DRIAS-2020. Ils sont consultables sur un site dédié publié par Météo-France en novembre 2022.

### Environnement
La commune compte 540 ha de bois et forêts, soit 26 % de sa superficie.

### Topographie

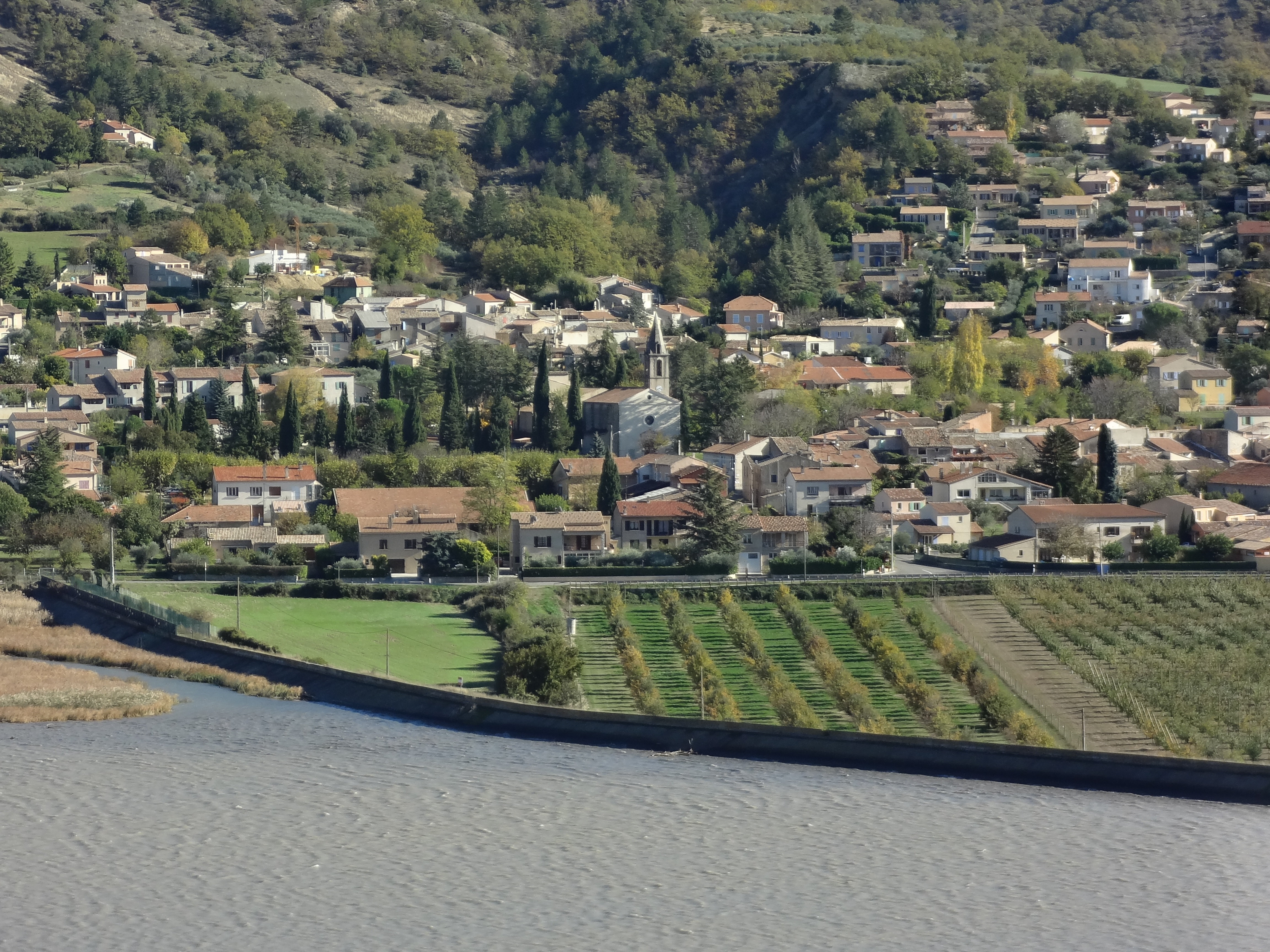
Vue du village, entre vergers de bord de Durance et collines.

Le village est situé à 475 m d’altitude, dans la vallée de la Durance (limite ouest du territoire, avec une altitude minimale à 408 mètres) ; il est au pied d'une colline escarpée, le Pic Bernard, à 845 mètres. La partie est de la commune est la plus haute, jusqu'à 1 081 mètres ; les sommets de La Colette (1 090 mètres) et du Ruth (1 298 mètres, au-delà des limites communales) la bordent.
La forêt domaniale des Pénitents s'étend au sud, le long des pentes de la Pourachère (sommet à 861 mètres, au-delà de la limite communale).

### Transports
L'Escale est desservie par la route nationale 85 et par la route départementale 4.
Les gares SNCF les plus proches sont à Château-Arnoux-Saint-Auban à 4 km, Sisteron à 13 km et La Brillanne-Oraison à 21 km ; ces trois gares sont situées sur la ligne de Lyon-Perrache à Marseille-Saint-Charles (via Grenoble).
Distance des grandes villes françaises
L'orientation et la localisation de L'Escale par rapport à quelques grandes villes françaises sont données dans le tableau suivant. Distance à vol d'oiseau :
| Ville       | Marseille | Nice   | Montpellier | Lyon   | Toulouse | Strasbourg | Bordeaux | Paris  | Nantes | Rennes | Lille  |
| Distance    | 102 km    | 109 km | 180 km      | 208 km | 372 km   | 518 km     | 532 km   | 603 km | 687 km | 743 km | 762 km |
| Orientation | (S)       | (SE)   | (S-O)       | (N)    | (O)      | (N-E)      | (O)      | (N)    | (N-O)  | (N-O)  | (N)    |

### Risques naturels et technologiques
Aucune des 200 communes du département n'est en zone de risque sismique nul. Le canton de Volonne auquel appartient L’Escale est en zone 1b (sismicité faible) selon la classification déterministe de 1991, basée sur les séismes historiques, et en zone 4 (risque moyen) selon la classification probabiliste EC8 de 2011. La commune de L’Escale est également exposée à trois autres risques naturels :
- feu de forêt ;
- inondation (dans la vallée de la Durance) ;
- mouvement de terrain : la commune est presque entièrement concernée par un aléa moyen à fort[20].

La commune de L’Escale est également exposée à plusieurs risques d’origine technologique
- celui de transport de matières dangereuses, par rail, route et canalisations[21]. En ce qui concerne la voie ferrée, la ligne de Saint-Auban à Digne est neutralisée et aucun trafic ne l’emprunte. La route nationale 85 peut être empruntée par les transports routiers de marchandises dangereuses[22]. Enfin, le gazoduc servant à alimenter Digne en gaz naturel traverse la commune et constitue donc un facteur de risque supplémentaire[23] ;
- le risque de rupture de barrage : toute la vallée de la Durance serait menacée par l’onde de submersion en cas de rupture du barrage de Serre-Ponçon[24] ;
- le risque industriel : face à L’Escale, sur l’autre rive de la Durance, se trouve l’usine Arkema, classée Seveso seuil haut, et toute la commune de L’Escale est incluse dans le plan particulier d'intervention de l’usine[21].

Le plan de prévention des risques naturels prévisibles (PPR) de la commune a été prescrit en 2008 pour les risques d’inondation, de mouvement de terrain et de séisme et le Dicrim existe depuis 2010.
L'état de catastrophe naturelle a été reconnu pour L'Escale pour les inondations par ruissellement et les coulées de boue de juin 2013. La liste des tremblements de terre d’une intensité macro-sismique ressentie supérieure à IV sur l’échelle MSK (secousse bien ressentie) suit (les intensités indiquées sont celles ressenties dans la commune, l’intensité peut être plus forte à l’épicentre) :
- le séisme du 22 octobre 1963, d’une intensité ressentie à L’Escale de V et dont l’épicentre était situé à Malijai[28],
- du 8 février 1974, avec une intensité macro-sismique de IV et Thorame pour épicentre[29],
- du 18 juin 1984, avec une intensité de IV et Aiglun pour épicentre[30].

## Urbanisme

### Typologie
Au 1er janvier 2024, L'Escale est catégorisée petite ville, selon la nouvelle grille communale de densité à 7 niveaux définie par l'Insee en 2022.
Elle est située hors unité urbaine. Par ailleurs la commune fait partie de l'aire d'attraction de Château-Arnoux-Saint-Auban, dont elle est une commune du pôle principal,. Cette aire, qui regroupe 4 communes, est catégorisée dans les aires de moins de 50 000 habitants,.

### Occupation des sols
L'occupation des sols de la commune, telle qu'elle ressort de la base de données européenne d’occupation biophysique des sols Corine Land Cover (CLC), est marquée par l'importance des forêts et milieux semi-naturels (69,8 % en 2018), une proportion sensiblement équivalente à celle de 1990 (70,2 %). La répartition détaillée en 2018 est la suivante : 
forêts (44,6 %), milieux à végétation arbustive et/ou herbacée (22,8 %), terres arables (18,9 %), zones agricoles hétérogènes (5,1 %), zones urbanisées (3,4 %), espaces ouverts, sans ou avec peu de végétation (2,5 %), eaux continentales (2,2 %), zones humides intérieures (0,5 %), zones industrielles ou commerciales et réseaux de communication (0,1 %).
L'évolution de l’occupation des sols de la commune et de ses infrastructures peut être observée sur les différentes représentations cartographiques du territoire : la carte de Cassini (XVIIIe siècle), la carte d'état-major (1820-1866) et les cartes ou photos aériennes de l'IGN pour la période actuelle (1950 à aujourd'hui).

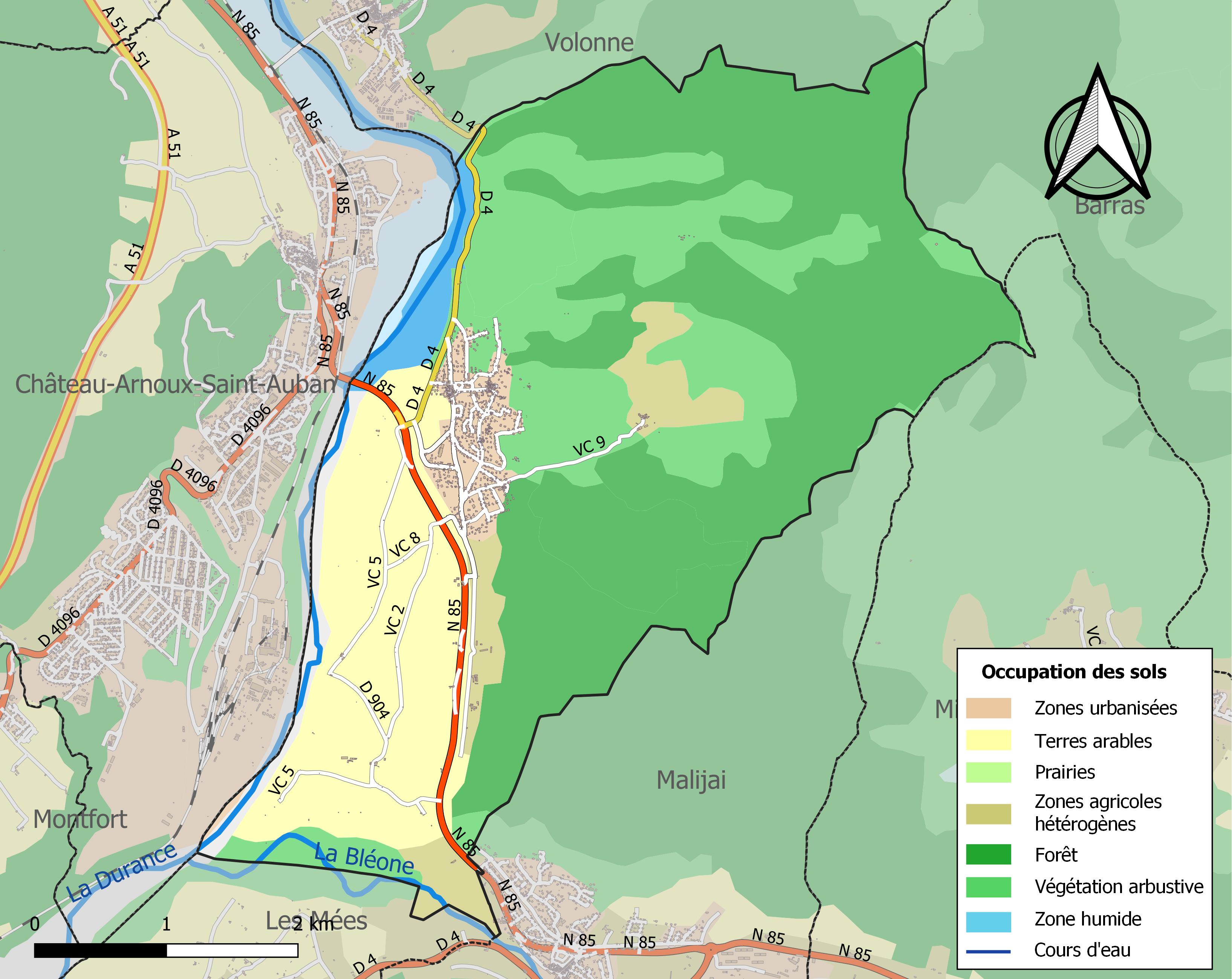
Carte de l'occupation des sols de la commune en 2018 (CLC).

## Toponymie
La localité apparaît pour la première fois dans les chartes en 1060 (Scalam, Échelle, à cause du site escarpé). Plus précisément, selon Ernest Nègre, le nom vient de la montée vers le village, dont un passage difficile passe au milieu de rochers qui forment des gradins naturels,. Selon l’abbé Maurel, le nom viendrait des bateaux descendant la Durance[réf. nécessaire].

## Histoire

### Antiquité
Dans l’Antiquité, les Sogiontiques (Sogiontii) peuplaient les deux rives du cours de la Durance en aval de Sisteron, donc l’actuelle Escale était peuplée par les Sogiontiques. Les Sogiontiques sont fédérés aux Voconces, et après la conquête romaine, ils sont rattachés avec eux à la province romaine de Narbonnaise. Au IIe siècle, les Sogiontiques sont détachés des Voconces et forment une civitas distincte, avec pour capitale Segustero (Sisteron), au sein de la Narbonnaise seconde.
Étape dès l’époque gallo-romaine, L’Escale a livré des monnaies antiques, dont les plus anciennes viennent de Massilia (IIe siècle av. J.-C.) et qui vont jusqu’au règne de Théodose (IVe siècle).
La fouille de 1960-1961, avant l’engloutissement du site par le lac, a permis de révéler un vicus important, doté d’un port fluvial. Il a été occupé du IIe siècle av. J.-C. à l’époque paléochrétienne, avec une destruction à la fin du IIIe siècle.

### Moyen Âge

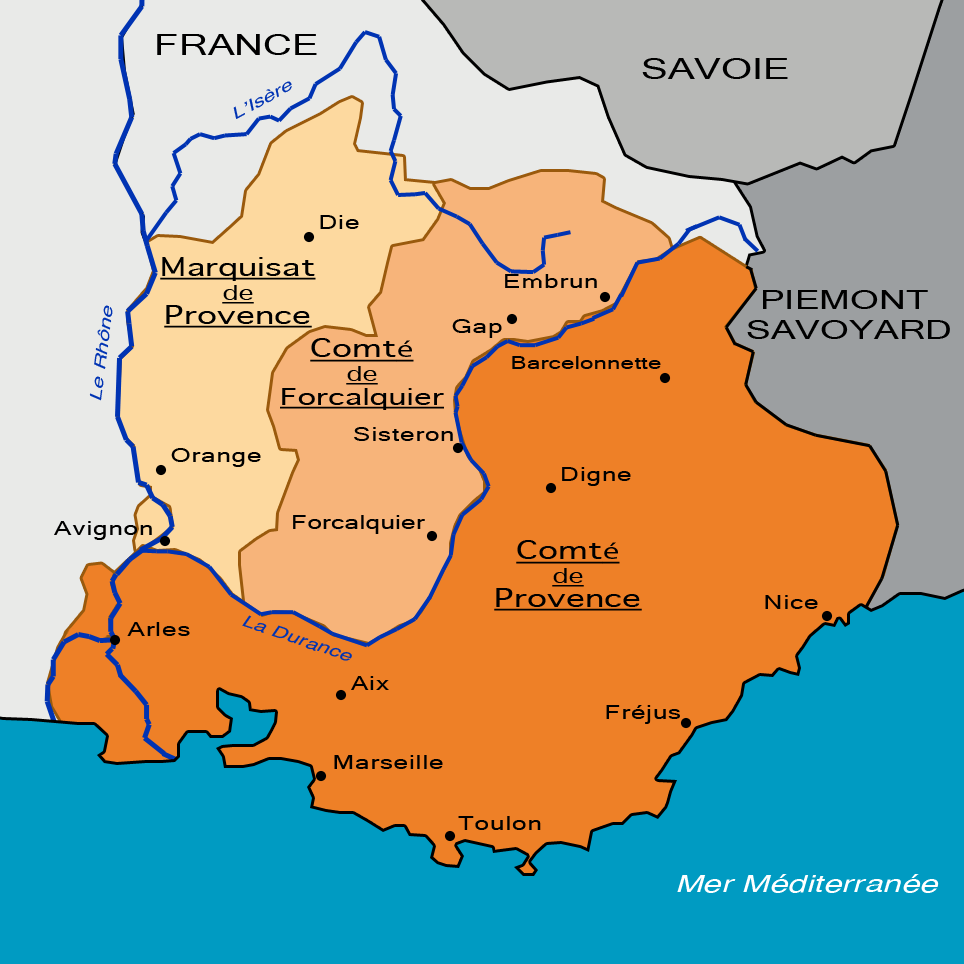
En 1125, le territoire fait partie du comté de Provence.

Selon la tradition, sainte Consorce, fille de saint Eucher de Lyon et de Gallia, sœur de sainte Tulle, saint Véran de Vence et saint Salonius (évêque de Genève), aurait fondé un hospice pour les voyageurs à L’Escale, et une chapelle Saint-Étienne. Elle aurait été inhumée dans la chapelle, appelée ensuite Sainte-Consorce. Elle a été détruite en 1962.
L’Escale était un lieu de passage de la rivière : un bac permettant de traverser la Durance est attesté au XIIe siècle. Le fief dépendait de l’abbaye Saint-Victor de Marseille, puis passa aux Barras (XIVe siècle), aux d’Amalric (XVe siècle), et enfin aux Matheron qui le conservèrent du XVIIe siècle à la Révolution. La communauté relevait de la baillie de Sisteron en 1297. Les églises relevaient de l’abbaye Saint-Victor de Marseille qui en percevaient le revenus.
La communauté indépendante de Mandanoïs, qui comptait 29 feux en 1315, est fortement dépeuplée par la crise du XIVe siècle (peste noire et guerre de Cent Ans) et annexée par celle de l’Escale au XVe siècle>.

### Temps modernes
Pendant les guerres de religion, un combat a lieu à l’Escale (1562), puis le village est pris en 1568 par les huguenots. L’armée royale le reprend en 1572.

### Époque contemporaine

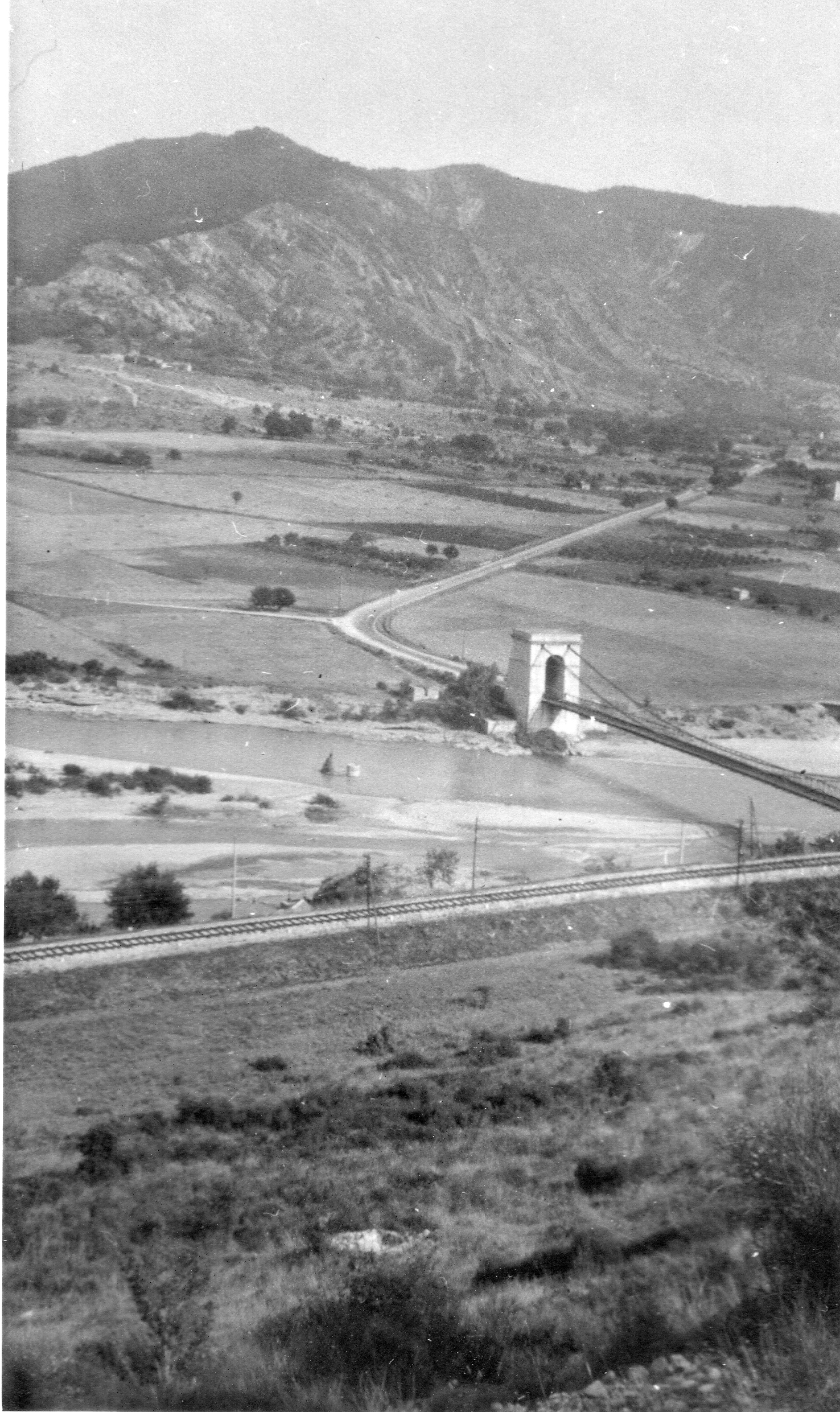
Le pont suspendu en 1947..

En 1835, lors de l’inauguration du pont suspendu, des câbles se rompent et font plusieurs victimes. Il est reconstruit de 1835 à 1837.
En 1851, à la suite du coup d'État du 2 décembre de Louis-Napoléon Bonaparte, les pays de Sisteron, Forcalquier, Manosque développent une résistance pour défendre la République : 15 000 hommes en armes sont mobilisés. Les résistants prennent le contrôle de la préfecture à Digne, et forment un « Comité départemental de résistance ». L'armée, ralliée à Napoléon III, vient à bout de ce mouvement. Un cordonnier du village est condamné à 5 ans de déportation en Algérie à la suite de sa participation à ces évènements et 5 autres habitants de L’Escale sont traduits devant la commission mixte.
Comme de nombreuses communes du département, Volonne se dote d’une école bien avant les lois Jules Ferry : en 1863, elle en possède déjà une qui dispense une instruction primaire aux garçons, au chef-lieu. La mêle instruction est donnée aux filles, bien que la loi Falloux (1851), n’impose l’ouverture d’une école de filles aux communes de plus de 800 habitants.
Comme toute la France, la commune compte des hommes morts au front durant la Première Guerre mondiale. De 1866 à 1946, l'exode rural entraîne une diminution de plus du tiers de la population, qui passe de 560 à 360 habitants.
Durant la Seconde Guerre mondiale, le département est occupé par l'Italie en 1942 - 1943, puis par l'Allemagne nazie jusqu'en août 1944. À cette date, la ville de Sisteron est bombardée par les alliés dans le cadre du débarquement de Provence. Sisteron et Digne sont libérées le 19.
Le pont suspendu de la Durance, dit pont de Trébaste, est remplacé par le pont-barrage de L’Escale et détruit en 1962. Le chantier de construction du barrage et du canal EDF occasionne la construction d’une cité provisoire destinée au logement des ouvriers célibataires, le plus souvent nord-africains. Elle avait une capacité d’hébergement de 344 places.
À partir de 1946, la commune connaît une importante croissance démographique, passant de 360 à 1 245 habitants en 60 ans.

## Politique et administration

### Administration municipale
De par sa taille, la commune dispose d'un conseil municipal de 15 membres (article L2121-2 du Code général des collectivités territoriales). Lors du scrutin de 2008, il n’y eut qu’un seul tour et Claude Fiaert a été largement élu conseiller municipal, avec le meilleur total de 460 voix, soit 79,05 % des suffrages exprimés. La participation a été de 78,25 %. Il a ensuite été nommé maire par le conseil municipal.

### Liste des maires
L'élection du maire est la grande innovation de la Révolution de 1789. De 1790 à 1795, les maires sont élus au suffrage censitaire pour 2 ans. De 1795 à 1800, il n’y a pas de maires, la commune se contente de désigner un agent municipal qui est délégué à la municipalité de canton.
En 1799-1800, le Consulat revient sur l'élection des maires, qui sont désormais nommés par le pouvoir central. Ce système est conservé par les régimes suivants, à l'exception de la Deuxième République (1848-1851). Après avoir conservé le système autoritaire, la Troisième République libéralise par la loi du 5 avril 1884 l'administration des communes : le conseil municipal, élu au suffrage universel, élit le maire en son sein.
| Période                                  | Période                    | Identité               | Étiquette     | Qualité |
| ---------------------------------------- | -------------------------- | ---------------------- | ------------- | --- |
| Les données manquantes sont à compléter. |                            |                        |               | |
| An III                                   | An X                       | Antoine Turrier        |               | |
| An X                                     | 1806                       | Jean-Louis Trabuc      |               | |
| 19 juillet 1806                          | 1813                       | Pierre Boyer           |               | |
| 1813                                     | 1830                       | Joseph Toppin          |               | |
| 1830                                     | 1841                       | Louis Antoine Arnaud   |               | |
| 1841                                     | 1848                       | Jean Louis Arnaud      |               | |
| 1848                                     | 1849                       | Placide Antoine Ricoux |               | |
| 1849                                     | 1867                       | Louis Gallissian       |               | |
| 1867                                     | 1873                       | Jean François Arnaud   |               | |
| 1873                                     | 1880                       | Désiré Arnaud          |               | |
| 21 octobre 1880                          | 1881                       | Joseph Trichaud        |               | |
| 23 janvier 1881                          | 1881                       | Jean-Baptiste Comte    |               | |
| 27 mars 1881                             | 1886                       | Désiré Arnaud          |               | |
| 7 janvier 1892                           |                            | Joseph Trichaud        |               | |
|                                          |                            |                        |               | |
| mai 1945                                 |                            | Jean Gay               |               | |
|                                          |                            |                        |               | |
| avant 1995                               |                            | Umberto Petricola      | DVD           | |
| avant 2005                               | mars 2008                  | Richard Revest         |               | |
| mars 2008                                | En cours (au 11 juin 2023) | Claude Fiaert,         | PS, puis LREM | Agent technique Conseiller général du canton de Volonne (2011-2015) Conseiller départemental du canton de Château-Arnoux-Saint-Auban (2015-) |

### Intercommunalité
L'Escale a fait partie de la communauté de communes de la Moyenne Durance de 2001 à 2016. Depuis le 1er janvier 2017, elle est rattachée à la communauté d'agglomération Provence-Alpes Agglomération.

### Instances judiciaires et administratives
L’Escale est une des neuf communes de l'ancien canton de Volonne qui totalisait 11 886 habitants en 2012. Le canton a fait partie de l’arrondissement de Sisteron du 17 février 1800 au 10 septembre 1926, date de son rattachement à l'arrondissement de Forcalquier, et de la deuxième circonscription des Alpes-de-Haute-Provence. L’Escale a fait partie du canton de Volonne de 1793 à 2015 ; à la suite du redécoupage des cantons du département, la commune est rattachée au canton de Château-Arnoux-Saint-Auban.
L’Escale fait partie des juridictions d’instance de Forcalquier, de la prud'homale de Manosque, et de grande instance de Digne-les-Bains.

### Fiscalité locale
| Taxe                                        | Part communale | Part intercommunale | Part départementale | Part régionale |
| ------------------------------------------- | -------------- | ------------------- | ------------------- | -------------- |
| Taxe d'habitation                           | 6,95 %         | 0,00 %              | 5,53 %              | 0,00 %         |
| Taxe foncière sur les propriétés bâties     | 18,06 %        | 0,00 %              | 14,49 %             | 2,36 %         |
| Taxe foncière sur les propriétés non bâties | 37,89 %        | 0,00 %              | 47,16 %             | 8,85 %         |
| Taxe professionnelle                        | 0,00 %         | 14,68 %             | 10,80 %             | 3,84 %         |

La part régionale de la taxe d'habitation n'est pas applicable.
La taxe professionnelle est remplacée en 2010 par la cotisation foncière des entreprises (CFE) portant sur la valeur locative des biens immobiliers et par la contribution sur la valeur ajoutée des entreprises (CVAE) (les deux formant la contribution économique territoriale (CET) qui est un impôt local instauré par la loi de finances pour 2010).

### Jumelages
La commune n'a, au 11 juin 2023, signé aucun contrat de jumelage.

## Population et société

### Démographie
L'évolution du nombre d'habitants est connue à travers les recensements de la population effectués dans la commune depuis 1765. Pour les communes de moins de 10 000 habitants, une enquête de recensement portant sur toute la population est réalisée tous les cinq ans, les populations de référence des années intermédiaires étant quant à elles estimées par interpolation ou extrapolation. Pour la commune, le premier recensement exhaustif entrant dans le cadre du nouveau dispositif a été réalisé en 2008.

En 2022, la commune comptait 1 402 habitants, en évolution de +0,21 % par rapport à 2016 (Alpes-de-Haute-Provence : +2,84 %, France hors Mayotte : +2,11 %).
| 1765 | 1793 | 1800 | 1806 | 1821 | 1831 | 1836 | 1841 | 1846 |
| ---- | ---- | ---- | ---- | ---- | ---- | ---- | ---- | ---- |
| 581  | 633  | 715  | 603  | 606  | 651  | 621  | 617  | 591  |

| 1851 | 1856 | 1861 | 1866 | 1872 | 1876 | 1881 | 1886 | 1891 |
| ---- | ---- | ---- | ---- | ---- | ---- | ---- | ---- | ---- |
| 574  | 540  | 532  | 560  | 504  | 540  | 510  | 479  | 469  |

| 1896 | 1901 | 1906 | 1911 | 1921 | 1926 | 1931 | 1936 | 1946 |
| ---- | ---- | ---- | ---- | ---- | ---- | ---- | ---- | ---- |
| 423  | 448  | 400  | 408  | 365  | 404  | 381  | 374  | 360  |

| 1954 | 1962 | 1968 | 1975 | 1982 | 1990  | 1999  | 2006  | 2008  |
| ---- | ---- | ---- | ---- | ---- | ----- | ----- | ----- | ----- |
| 416  | 722  | 570  | 722  | 948  | 1 100 | 1 166 | 1 235 | 1 255 |

| 2013  | 2018  | 2022  | - | - | - | - | - | - |
| ----- | ----- | ----- | - | - | - | - | - | - |
| 1 369 | 1 380 | 1 402 | - | - | - | - | - | - |

| 1315    | 1471    |
| ------- | ------- |
| 67 feux | 27 feux |

#### Superficie et population
La commune de L'Escale a une superficie de 2 036 ha et une population de 1 264 habitants, ce qui la classe[Quand ?] :
| Rang                          | Superficie | Population | Densité |
| ----------------------------- | ---------- | ---------- | ------- |
| France                        | 7 967e     | 7 838e     | 12 957e |
| Provence-Alpes-Côte d'Azur    | 399e       | 561e       | 382e    |
| Alpes-de-Haute-Provence       | 24e        | 134e       | 22e     |
| Arrondissement de Forcalquier | 13e        | 43e        | 16e     |
| Canton de Volonne             | 3e         | 3e         | 4e      |

### Enseignement
La commune dispose d'une école primaire publique,, qui utilise les bâtiments construits en 1874. Ensuite, les élèves sont affectés au collège Camille Reymond à Château-Arnoux,. Puis les élèves sont dirigés vers le lycée de la cité scolaire Paul Arène à Sisteron,.

### Santé
On trouve trois médecins dans la commune. Les pharmacies les plus proches se trouvent à Château-Arnoux à 1,6 km et Volonne à 2,8 km.
Le centre hospitalier le plus proche est celui de Sisteron, situé à 15 km.

### Cultes
Avant de faire partie du canton de Volonne, L'Escale faisait partie du diocèse de Gap et de la viguerie de Sisteron.

## Économie

### Aperçu général
En 2009, la population active s’élevait à 567 personnes, dont 55 chômeurs
 (50 fin 2011). Ces travailleurs sont majoritairement salariés (85 %) et travaillent majoritairement hors de la commune (82 %).

### Revenus de la population
En 2008, le revenu fiscal médian par ménage était de 18 578 €,
ce qui plaçait L'Escale au 10 409e rang parmi les 31 604 communes de plus de 50 ménages en métropole.

### Agriculture
Fin 2010, le secteur primaire (agriculture, sylviculture, pêche) comptait 15 établissements actifs au sens de l’Insee (exploitants non-professionnels inclus) et 10 emplois salariés.
Le nombre d’exploitations professionnelles, selon l’enquête Agreste du ministère de l’Agriculture, est de 15 en 2010. Il était de 29 en 2000, de 25 en 1988. Actuellement[Quand ?], ces exploitants sont essentiellement des arboriculteurs (onze des exploitations) et des polyculteurs. De 1988 à 2000, la surface agricole utile (SAU) a fortement augmenté, de 461 ha à 586 ha. La SAU a fortement diminué lors de la dernière décennie, à 387 ha.

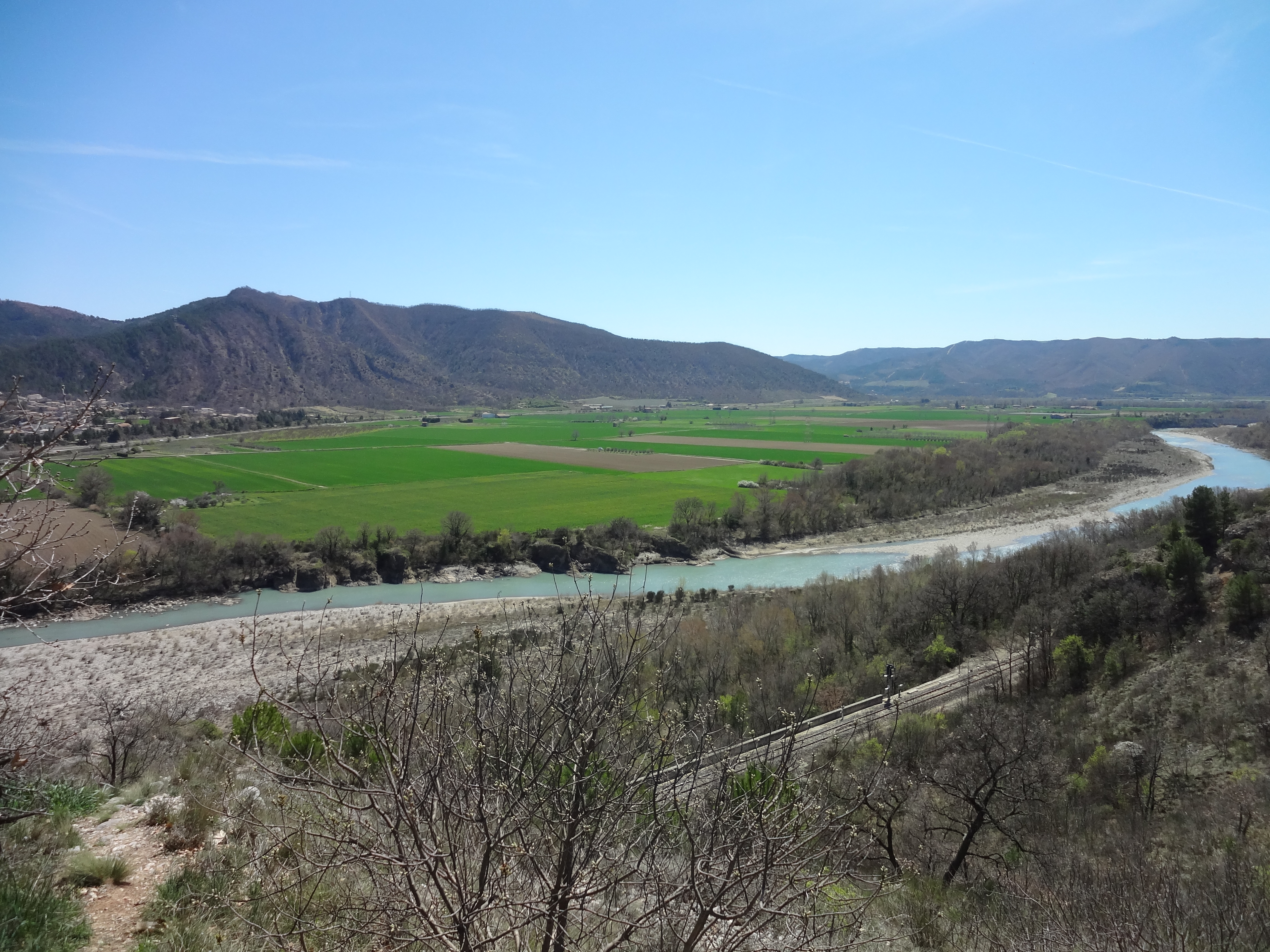
L’aménagement de la Durance a permis la mise en culture d’une plaine conquise sur l’ancien lit de la rivière.

Les agriculteurs de la commune de L'Escale ont droit à trois labels appellation d'origine contrôlée (AOC), dont le banon, et à huit labels indication géographique protégée (IGP) (miel de Provence, agneau de Sisteron, alpes-de-haute-provence (IGP) blanc, rouge et rosé et VDP de Méditerranée blanc, rouge et rosé).

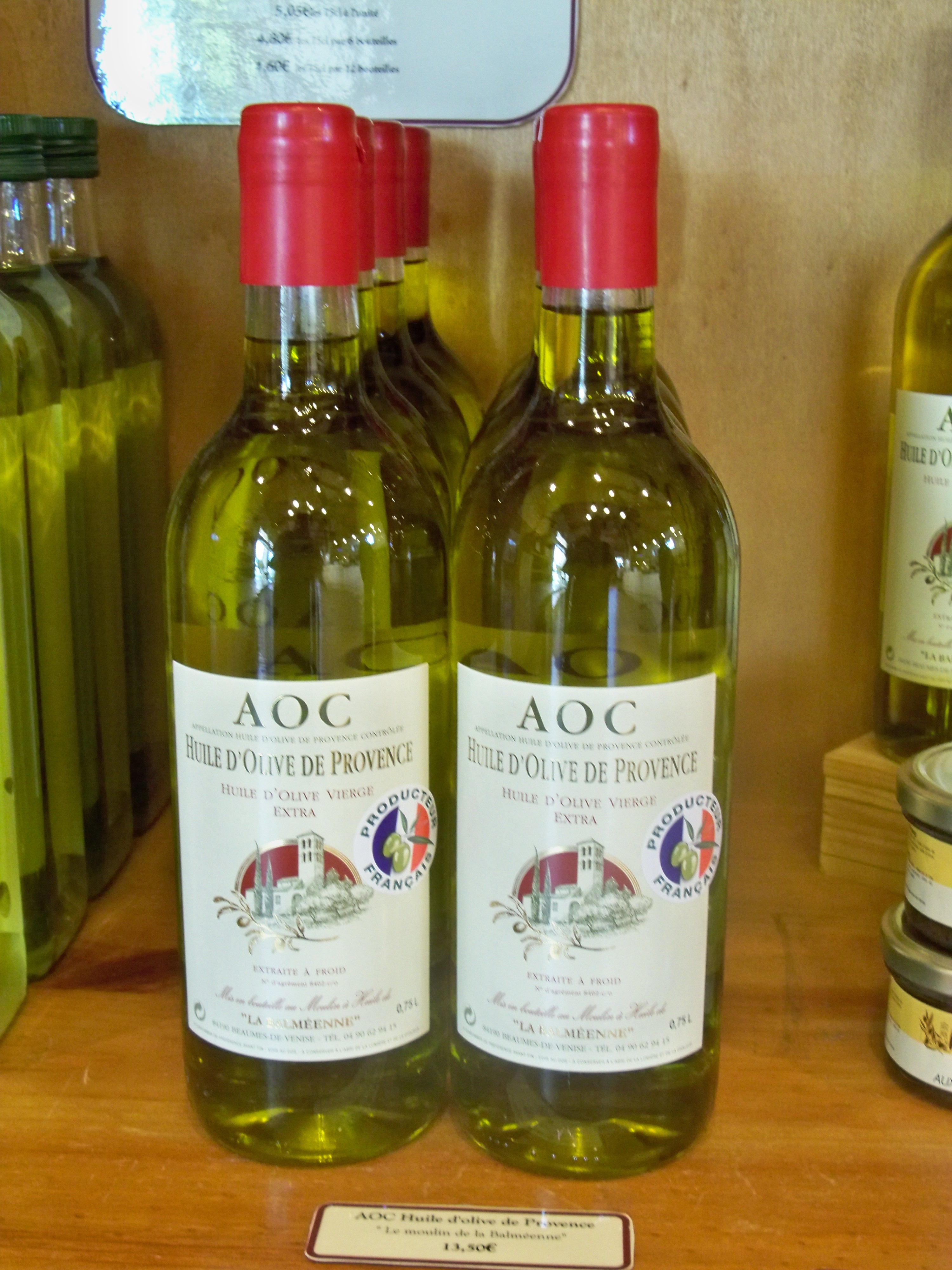
Huile de Provence AOC.
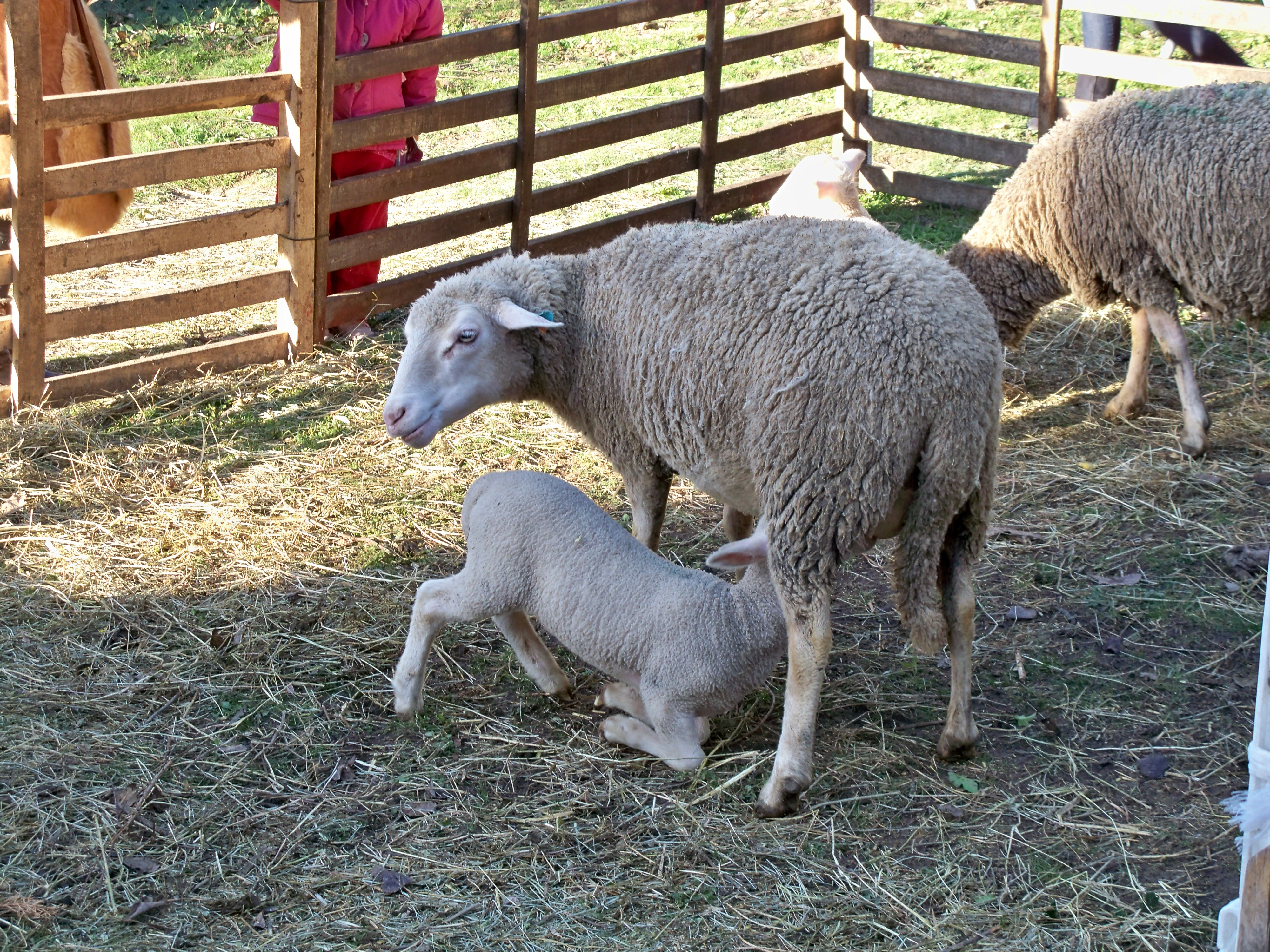
Agneau de Sisteron élevé sous sa mère.
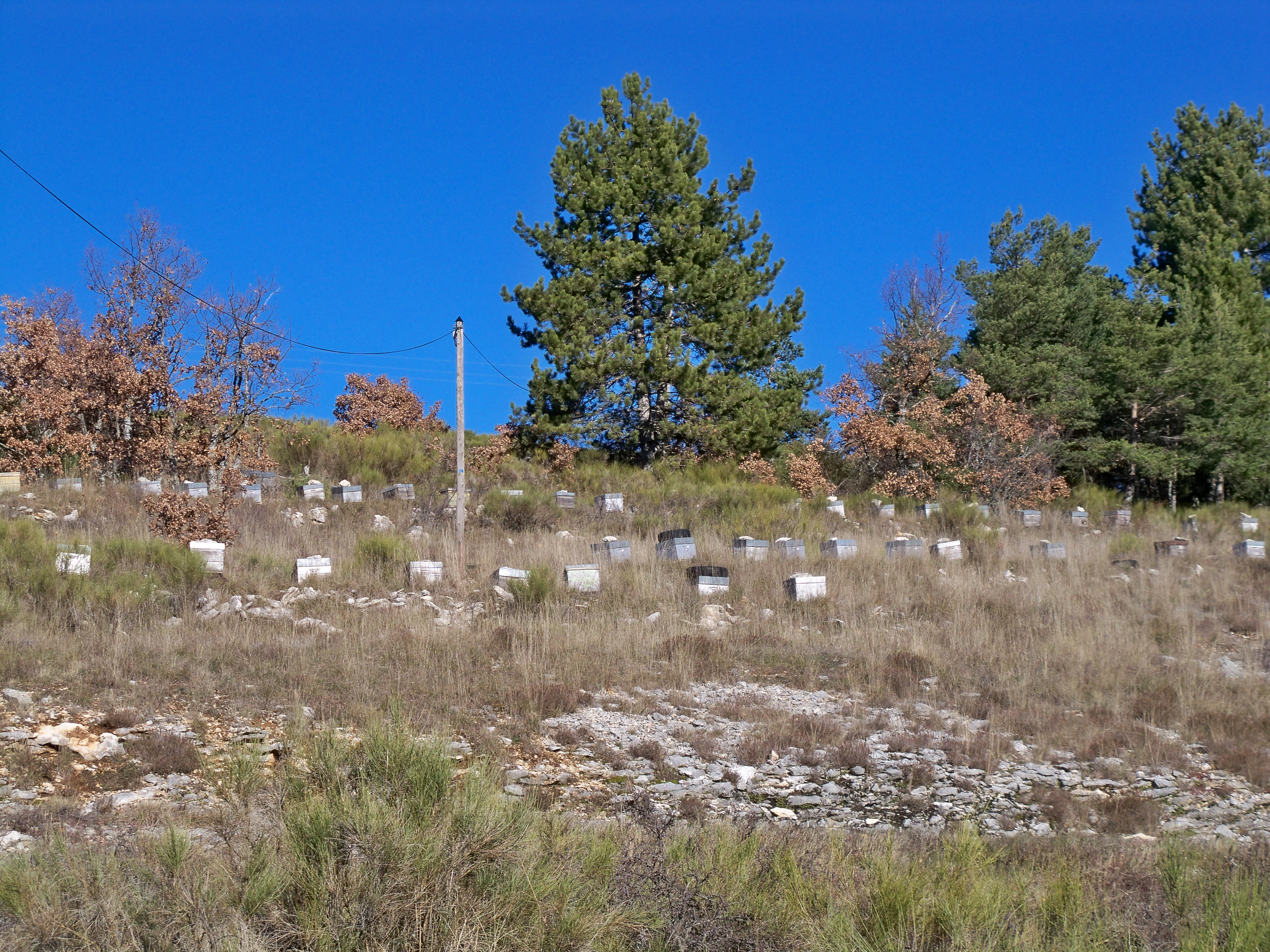
Ruches à la combe du Pommier.
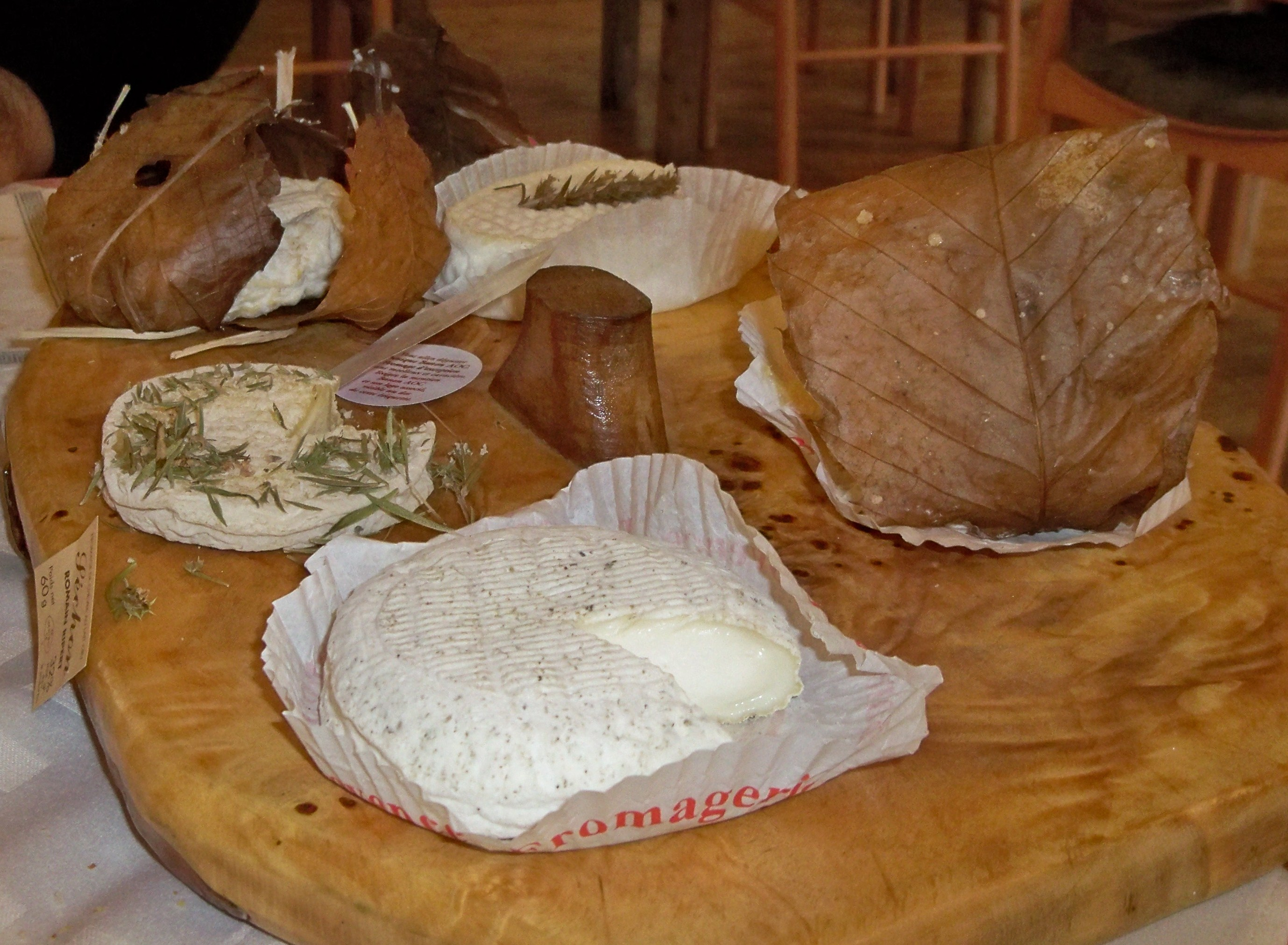
Plateau d'AOC banon dans un restaurant de Revest-du-Bion.

L’arboriculture, sous forme d’oliveraies et de vergers, s'est développée dans la vallée, l'élevage sur les pentes[réf. nécessaire].
La culture de l’olivier est pratiquée dans la commune depuis des siècles, tout en étant limitée à certains versants. Le terroir de la commune se situe en effet à la limite altitudinale de l’arbre, qui ne peut que difficilement être exploité au-delà des 650 mètres. L’oliveraie de L’Escale était assez restreint en superficie (moins de dix hectares au début du XIXe siècle). Actuellement[Quand ?], elle a régressé mais reste relativement importante (entre 1000 et 3500 pieds exploités). L’huile produite à partir des olives récoltées dans la commune bénéficie des AOC huile d’olive de Provence et huile d’olive de Haute-Provence.

### Industrie
Fin 2010, le secteur secondaire (industrie et construction) comptait 21 établissements, employant 36 salariés.

### Activités de service
Fin 2010, le secteur tertiaire (commerces, services) comptait 36 établissements (avec 14 emplois salariés), auxquels s’ajoutent les 16 établissements du secteur administratif (regroupé avec le secteur sanitaire et social et l’enseignement), salariant 47 personnes.
D'après l’Observatoire départemental du tourisme, la fonction touristique est faible à L’Escale, avec moins d’un touriste accueilli par habitant. Les seules capacités d’hébergement à finalité touristique sont des meublés labellisés ou non. Les résidences secondaires apportent un faible complément à la capacité d’accueil : au nombre de 33, elles représentent 5 % des logements. Parmi les résidences secondaires, 8 possèdent plus d’un logement,.

## Lieux et monuments

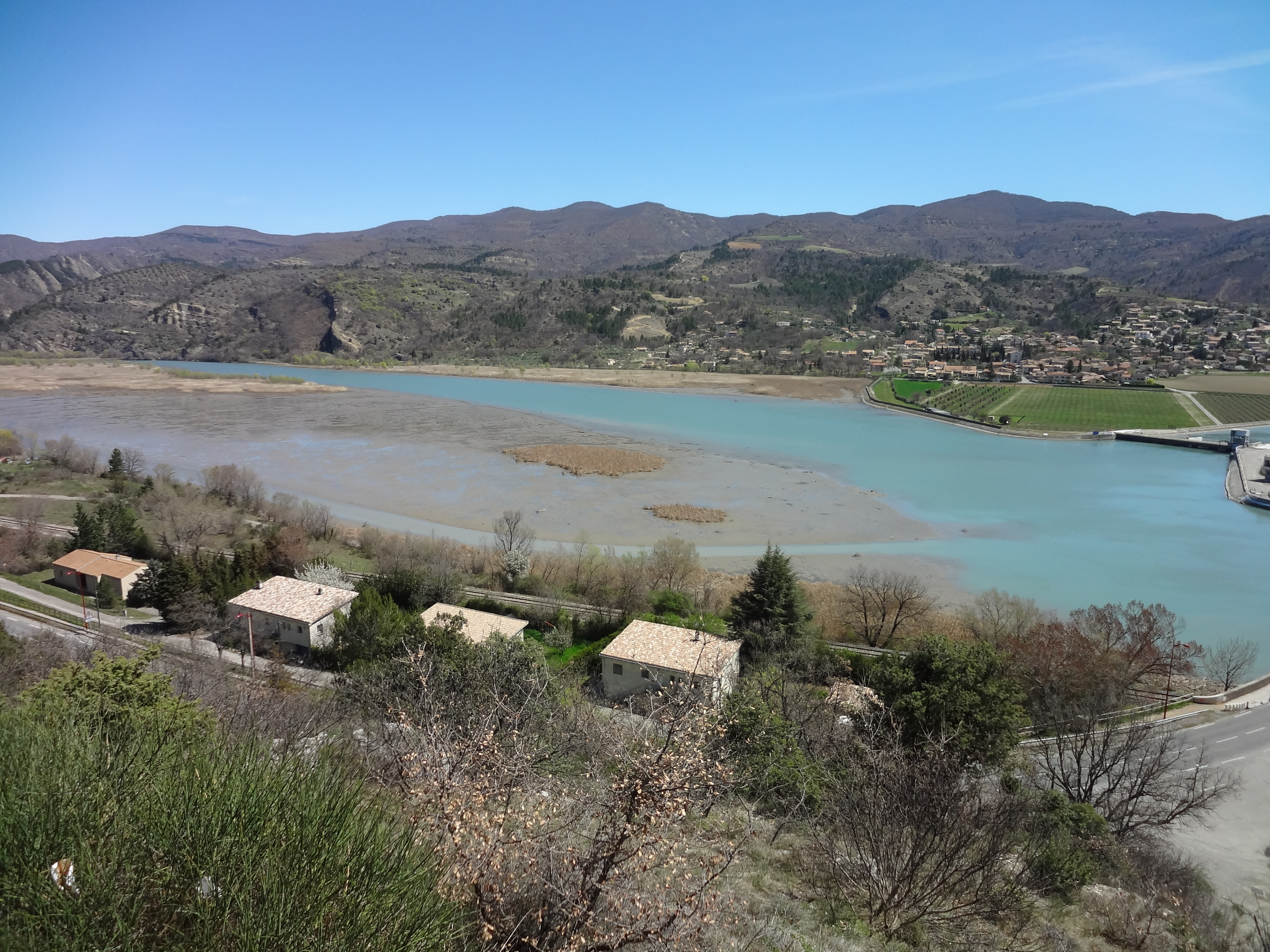
Le lac de l’Escale

Un pont-barrage crée une retenue sur la Durance.
- L’église Notre-Dame-de-Mandanois est reconstruite en 1610, et restaurée au XIXe siècle après avoir été saccagée pendant la Révolution française. Ses quatre travées sont de longueurs inégales, la nef est voûtée en berceau. Quatre chapelles s’ouvrent dans la nef[94]. Son décor est presque entièrement renouvelé à cette époque, et offre un bon échantillon de l’art religieux du XIXe siècle : Âmes du Purgatoire, Saint Pierre et saint Jean-Baptiste, Donation du rosaire, Ascension, Sainte Famille. Plusieurs vitraux ornent l’église[95]. La cloche est antérieure à la Révolution, et date de 1710[96](classée monument historique au titre objet[97]). Le linteau sculpté de l’ancienne chapelle Sainte-Consorce est conservé à l’église paroissiale. Datant d’avant l’an Mil, il est également classé[98].

Aux Cléments, la chapelle de la Vierge (ou de l’Immaculée conception) est construite en 1870 sur souscription publique. Elle a été restaurée récemment. La chapelle Sainte-Anne, au hameau des Coulayès, non-datée, a elle aussi été restaurée récemment. Sur la colline de Ville-Vieille, où se trouvait le village médiéval (lieu-dit Vière), on trouve les ruines de la tour de guet et de l’église Saint-Michel. Les ruines sont celles de la chapelle construite en 1840, qui succède à l’église paroissiale Saint-Michel construite avant le XVe siècle.

### Héraldique
| Blason de L'Escale | Blason  | De gueules à une tour carrée d’argent maçonnée de sable, mouvante du flanc dextre, sur laquelle est arboré un étendard d’or et une échelle d’argent appliquée contre la tour. |
| Blason de L'Escale | Détails | Armes parlantes. Le statut officiel du blason reste à déterminer. |

## Manifestations
- Trail de l'escalo (course nature de 5,10 et 25 km) en février /mars
- La gambade escalaise (souvenir thierry Carmona) course autour du lac 5,10,21 km fin septembre

la commune dispose de trois parcours permanent pour découvrir la pratique du trail.Un 25 km balisage couleur rouge avec son dénivelé positif de 1600 mt pour les coureurs confirmés avec un magnifique panorama sur la vallée de la Durance, un 10 km balisage bleu et ces 640 mt de dénivelé et pour les débutants un 5 km balisage vert .et depuis 2021 un trail nocturne avec deux distances au mois de juillet